# Cândido Norberto dos Santos
Cândido Norberto dos Santos (Bagé, 18 de outubro de 1926 — Porto Alegre, 11 de fevereiro de 2009) foi um jornalista e político brasileiro.
Foi eleito deputado estadual, pelo PSB, para a 38ª, 39ª e 40ª Legislaturas da Assembleia Legislativa do Rio Grande do Sul, de 1951 a 1963; reeleito em 1963 pelo MTR para a 41ª Legislatura. Foi cassado em 1966, durante o Regime Militar.
Foi também o idealizador do programa "Sala de Redação", da Rádio Gaúcha, de Porto Alegre. Foi o primeiro mediador do programa que em junho de 2011 completou 40 anos. 